# Isoarcidae
Isoarcidae zijn een uitgestorven familie van tweekleppigen uit de orde Nuculanida.